# Згорний Брник
Згорний Брник (словен. Zgornji Brnik) — поселення в общині Церклє-на-Горенськем, Горенський регіон, Словенія. Висота над рівнем моря: 377,5 м.